# Rhinella nesiotes
Rhinella nesiotes es una especie de anfibios de la familia Bufonidae.
Es endémica del Perú.
Su hábitat natural incluye bosques secos tropicales o subtropicales y montanos secos.
Está amenazada de extinción.